# Allée d'Erdre
L'allée d'Erdre est une voie de Nantes, en France.

## Situation et accès
Il s'agit d'un ancien quai, du centre-ville de Nantes, qui bordait la rive gauche du cours de l'Erdre, dont le comblement d'une portion permit la création du cours des 50-Otages.
L'allée d'Erdre, située dans un secteur piétonnier, forme une partie du cours des 50-Otages, qui la longe sur son côté ouest, et sert, de nos jours, de référence aux adresses postales des immeubles riverains. Elle relie la rue Armand-Brossard à la place du Port-Communeau et est prolongée, au sud, par l'allée Duquesne. Elle n'est rejointe, sur son côté est, par aucune autre voie.

## Origine du nom
Elle porte le nom de l'Erdre qui se jette dans la Loire à Nantes.

## Historique
Au moment de la construction de l'enceinte gallo-romaine entourant la cité des Namnètes, le lit de l'Erdre est plus large qu'actuellement et la zone correspondant aux anciens quais est alors dans le lit marécageux de la rivière, d'où son ancien nom de « quai du Marais ».
La canalisation de l'Erdre, au XVIIIe siècle, contribue à assainir le secteur, où des habitations ne tardent pas à être construites.
Elle est d'abord dénommée « quai du Marais », puis « quai Boffrand », de nouveau « quai du Marais » et, enfin, « quai d'Erdre » depuis le 23 mars 1898.
Avant le comblement de l'Erdre, un seul franchissement permet d'accéder à la rive opposé de la rivière depuis le quai : le « pont Morand », situé à son extrémité nord. Celui-ci est détruit lors de travaux qui durent de 1929 à 1945 ; le quai est alors transformé en allée permettant de desservir les habitations riveraines, séparée du cours des 50-Otages par une rangée d'arbres.

## Bâtiments remarquables et lieux de mémoire
À l'angle de l'allée et de la place du Port-Communeau, un immeuble construit entre 1757 et 1764 sur des plans de François Cacault, père du diplomate François Cacault, présente une inclinaison caractéristique : bâti alors que l'urbanisation des rives de l'Erdre était encore récente, l'édifice est appuyé, d'un côté, sur l'ancienne enceinte fortifiée de la ville et, de l'autre, sur un sol sableux et meuble. Dès la construction, l'immeuble s'enfonce, et ne se stabilise que trente ans plus tard. Menaçant de s'effondrer, il est évacué en 1996 et, en 2004, une dalle de béton est coulée pour permettre de stabiliser l'édifice ; une grande partie des pierres d'ornement en tuffeau est remplacée.